# Mandschurosaurus
Mandschurosaurus (que significa “lagarto da Manchúria”) é um gênero extinto da família Hadrosauridae baseado em material do Cretáceo Superior da China e possivelmente também do Cretáceo Inferior do Laos. Foi o primeiro gênero de dinossauro nomeado na China.

## Descoberta e nomeação
O holótipo de M. amurensis (IVP AS coll.), a única espécie válida dentro do gênero, baseia-se em um esqueleto incompleto e mal preservado coletado por cientistas russos em 1914 nas margens do Rio Amur, na China, em uma camada da Formação Yuliangze [en], do período Maastrichtiano, e os restos representam um grande hadrossaurídeo. O material do holótipo foi inicialmente referido ao gênero Trachodon (um nomen dubium) como T. amurense por Anatoly Riabinin [en] em 1925, mas foi posteriormente reatribuído a um novo gênero pelo mesmo em 1930.
O holótipo de M. laosensis, que se baseia principalmente em um ílio e outros restos fragmentários, vem da Formação Grès supérieurs [en], do período Aptiano-Albiano, no Laos, e foi nomeado por Joshua Hoffet [en] em 1944. Um esqueleto montado com base no holótipo de M. amurensis está em exibição no Museu Central de Geologia e Prospecção em São Petersburgo, embora grande parte do esqueleto seja de gesso.

## Descrição
Enquanto o holótipo do M. amurensis teria medido 8 metros de comprimento e 4,5 metros de altura, o maior espécime teria medido 11,24 metros de comprimento e 6,48 metros de altura e pesava cerca de 1,5 a 2 toneladas métricas.
Ele tinha um bico largo e achatado e uma cauda longa, semelhante aos membros da família Hadrosauridae relacionados.

## Classificação
Tem havido algum debate sobre a validade desse gênero. Brett-Surman (1979) considerou-o pela primeira vez como um nomen dubium, embora alguns pesquisadores posteriores tenham continuado a considerá-lo um táxon válido (Chapman et Brett Surman, 1990, por exemplo). Mais recentemente, Horner et al. (2004) listaram a espécie-tipo como um nomen dubium na segunda edição do The Dinosauria.
Ao longo dos anos, três espécies foram colocadas dentro desse gênero: Mandschurosaurus amurensis, M. mongoliensis e M. laosensis. Brett-Surman (1979) considerou M. mongoliensis um gênero distinto, que ele chamou de Gilmoreosaurus e Horner et al. (2004) consideraram M. laosensis um nomen dubium; Isso deixa apenas a espécie original de Riabinin, M. amurensis, como um táxon possivelmente válido.
Dentro de Ornithopoda, o Mandschurosaurus é mais frequentemente colocado dentro de Hadrosauridae como um nomen dubium.

## Galeria

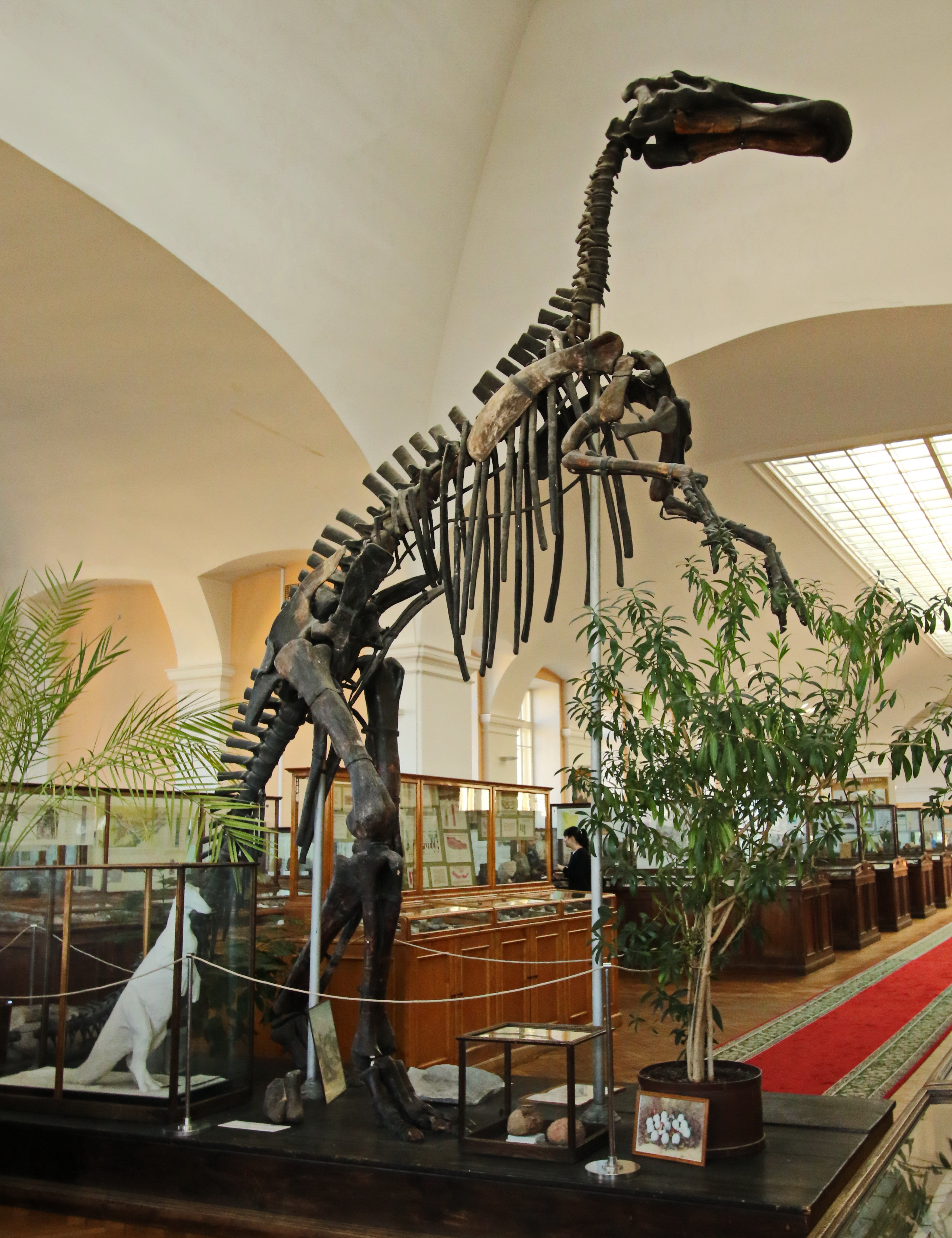
Reconstrução do esqueleto de M. amurensis, VSEGEI Museum, São Petersburgo.